# Throckmorton (Texas)
Throckmorton település az Amerikai Egyesült Államok Texas államában, Throckmorton megyében, melynek megyeszékhelye is. Lakosainak száma 727 fő (2020. április 1.).

## Népesség
A település népességének változása:

| 2010 | 828 |
| 2020 | 727 |